# 塞巴斯蒂安·施瓦茨
塞巴斯蒂安·施瓦茨（德語：Sebastian Schwarz；1985年10月2日—）是一位德國排球運動員。他現在效力於波蘭排球聯賽球隊格但斯克。他是德國國家排球隊的一員，代表德國參加了2014年世錦賽。